# Mayer-Rokitansky-Küster-Hauser sindrom
Mayer-Rokitansky-Küster-Hauser sindrom je sindrom kojeg karakterizira nedostatak rodnice i maternice (ili samo djelomično razvijena maternica) zbog poremećaja u razvoju Müllerovih cijevi. Ovaj sindrom je drugi po učestalosti uzrok primarne amenoreje. Sindrom je nazvan prema osobama koju su ga opisale:
August Franz Joseph Karl Mayer, Carl Freiherr von Rokitansky, Hermann Küster, i G.A.Hauser.
Osobe s ovim sindromom imaju normalan kariotip 46, XX. Hormoni su na normalnim razinama i osobe u pubertet ulaze normalno. Obično se poremećaj otkrije nakon izostanka menarhe. Pregled ultarazvukom otkriva nedostatak vrata maternice, maternice i rodnice. Uz ovu kongenitalnu (prirođenu) anomaliju ženskog spolnog sustava često su i udruženi poremećaji mokraćnog sustava i koštanog sustava.